# Avignon
Avignon er en by i Frankrig. Den ligger ved bredden af Rhonefloden i Provence. Fra 1307 til 1377 residerede paverne i Avignon. Det historiske centrum har været på UNESCOs verdensarvsliste siden 1995.

## Geografi
Avignon ligger midt i Provence, hvor floden Durance løber ud i Rhonefloden.

## Turisme

### Seværdigheder
Mange turister kommer til byen for at opleve nogle af de mange seværdigheder som resterne af broen St. Bénezét, der når halvt ud i Rhonefloden, men som før forbandt Rhônes bredder med øen Barthelasse. Og se det store pavepalads med de gamle vægmalerier og ikke mindst den sandstenspudsede bymur omkring det indre Avignon, som smukt spejler sig i Rhonefloden.

## Kultur

### Teaterfestival
I juli afholdes den traditionelle teaterfestival med teatergrupper og kunstnere fra hele Europa.
De traditionelle teatergrupper viser deres stykker i teatrene i byen, mens de alternative grupper kan opleves på gaderne og på pladserne. Der er alle slags artister og dansere, portrætmalere og  mennesker, der har malet sig og står så stille, at folk tror de er statuer - og ikke mindst kan man støde på traditionelle mimere, som lader som om de er inde i en usynlig kasse.